# Justicia symphyantha
Justicia symphyantha är en akantusväxtart som först beskrevs av Christian Gottfried Daniel Nees von Esenbeck och Carl Friedrich Philipp von Martius, och fick sitt nu gällande namn av Gustav Lindau. Justicia symphyantha ingår i släktet Justicia och familjen akantusväxter. Inga underarter finns listade i Catalogue of Life.